# Condamné Amour
Condamné Amour est un roman de Cyril Collard paru pour la première fois chez Flammarion en 1987.

## Résumé
Histoire d'un jeune homme, Sylvain, passionné d'écriture, et d'aventures, de rencontres d'un soir, entre homosexualité et hétérosexualité, et qui se découvre condamné par un virus, jamais nommé,.

## Historique
Le jeune homme héros du roman incarne, indirectement, la découverte du sida, et des ravages de cette maladie, par une génération,.
La rencontre avec Françoise Verny a été déterminante dans la publication de cette œuvre. Un livre débridé dont le contenu aurait pourtant été élagué à la demande de l'éditrice. Le succès est limité à la parution, et s'amplifie progressivement avec les autres œuvres, romanesques et cinématographiques, de l'auteur, Cyril Collard, avec les polémiques soulevées et avec la mort du romancier, six ans plus tard, à l'âge de 35 ans.